# I Don't Want to Go on Without You
I Don't Want to Go without You is een lied geschreven door Bert Berns en Jerry Wrexler.

## Algemeen
Zij schreven het voor The Drifters. In eerste instantie was het bedoeld voor de A-kant van de single, maar het werd uiteindelijk in juni 1964 de B-kant van de single Under the Boardwalk, dat werd uitgebracht op platenlabel Atlantic Records.
Het lied werd meerdere malen gecoverd, onder meer door Nazareth, The Moody Blues, The Searchers, Patti LaBelle , Van Morrison en Dusty Springfield. Geen daarvan haalde de Nederlandse Top 40.

## The Moody Blues
I Don't Want to Go on Without You werd wel de A-kant van derde single van The Moody Blues. Het nummer werd gedragen door het stemgeluid van Denny Laine en de pianopartij van Mike Pinder.
De versie van The Moody Blues werd een klein hitje in het Verenigd Koninkrijk; het stond negen weken in de UK Singles Chart met als hoogste notering plaats 33. Het was een deceptie na het succes van Go Now!.
De B-kant van de Moodies-single was Time Is on My Side van Jerry Ragovoy onder het pseudoniem Norman Meade. Het is bekend geworden als single van The Rolling Stones, dat wel de hitparades haalde en regelmatig in de Radio 2 Top 2000 staat. Het lied gaat over een verdwenen liefde, waarvan de schrijver denkt dat ze (hij) na verloop van tijd toch weer terugkomt.
Zowel I Don't als Time verscheen niet op een muziekalbum van de Moodies. Qua elpees bevond de band zich in een vacuüm. Pas in 1967 zou Days of Future Passed verschijnen. Ze werden later als bonustracks bijgeperst op The Magnificent Moodies.